# 沙河集站
沙河集站是一个京沪线上的铁路车站，位于安徽省滁州市南谯区沙河镇龙亭社区，建于1909年，目前为四等站，邮政编码为239060。目前客运：办理旅客乘降；行李、包裹托运；货运：办理整车货物发到；危险货物仅办理整车农药、化肥发到。